# 油谷繁
油谷 繁（あぶらや しげる、1977年2月8日 - ）は、山口県長門市出身の中国電力陸上競技部所属の陸上競技（長距離走・マラソン）元選手、現指導者。山口県立美祢工業高等学校－中国電力。愛称は「あぶさん」。
主な実績に男子マラソンの種目で、2004年アテネオリンピック5位入賞、2001年世界陸上エドモントン大会・2003年世界陸上パリ大会二大会連続5位入賞など。

## 経歴
美祢工業時代はほとんど無名。高校3年の時、広島であった全国高校総体中国地区予選に出場。同大会を中国電力の坂口泰監督が全国的に有名だった島根・松江商業の三代直樹（現・富士通）を見るため視察。「三代の方が確かに強かったが、油谷に目がいった。強烈な印象は無かったが、スムーズな走り方に惹かれた」とスカウトされた。
新人時代からハードトレーニングを難無くこなす体力があった。怪我や成績不振など大きな挫折もなく順調に成長。3年目の1998年、全日本実業団駅伝出場。1999年、22歳の時、監督から将来計画には組み込んでいたが、予定を早めマラソン転向を指示された。
マラソン転向後は持ち前のねばり強さを発揮し、数々の大会で上位入賞を果たす。初マラソンは2000年3月のびわ湖毎日マラソン（シドニーオリンピック男子マラソン選考会）で、2時間10分台の7位だった。翌2001年3月のびわ湖毎日マラソンでは日本男子トップの3位に入り、自己ベスト記録となる2時間7分52秒でゴール、当時日本男子歴代5位の好記録をマークした。同年8月の世界陸上エドモントン大会・男子マラソン日本代表に初選出され、本番レースでは日本人首位の5位入賞と健闘した。
2003年2月の東京国際マラソンでは、優勝のゼベダヨ・バヨに次ぐ2位に入った。世界陸上選手権2大会連続出場となる、同年8月の世界陸上パリ大会でも、日本人トップの5位入賞を果たす。但しメダル獲得（3位以内）を逃した為、翌2004年のアテネオリンピック男子マラソンへは即内定とならなかったが、その後のアテネ五輪男子マラソン国内選考会（福岡国際・東京国際・びわ湖毎日）は1度もエントリーしなかった。結果、世界陸上男子マラソンの連続5位入賞・共に日本男子首位の実績が高く評価されて、アテネ五輪男子マラソン日本代表に2番手で正式に初選出された（他五輪代表選手は国近友昭、諏訪利成。補欠は高岡寿成）。
その2004年8月に開催されたアテネオリンピック男子マラソン本番では、レース中盤以降で優勝争いから脱落。五輪メダル獲得はならなかったが、再び日本男子最高の5位入賞の成績を収めた。主要な世界大会で3大会連続して5位であったことから、アテネ五輪後のインタビューでは、思わず「メダルを狙っていたから、また5位かよ、って感じ。もう5位は飽きた」と語る場面もあった（諏訪も6位入賞、国近は入賞ならず42位）。
2008年8月開催の北京オリンピック男子マラソン代表も目指していたが、選考レースだった2007年12月の福岡国際マラソンでは日本人3番目の5位に終わり、2大会連続の五輪代表はならなかった。
2010年から中国電力陸上部の選手兼コーチを務めていたが、2011年2月の別府大分毎日マラソンのレース終了後、「マラソンは次で最後にしたい」と現役引退を仄めかすコメントを発表する。地元山口県で開催された同年12月の防府読売マラソンがラストランだったが、30Km付近で途中棄権に終わり、有終の美は飾れなかった。
現役引退後は中国電力陸上競技部のコーチ業を務めた後、。中国電力監督の坂口泰が五輪強化コーチとなったため、2017年2月1日から中国電力陸上競技部監督に昇格した。

## 主要大会成績
- 2000年3月　びわ湖毎日マラソン／7位
- 2000年6月　日本陸上選手権：5000m／10位
- 2001年3月　びわ湖毎日マラソン（兼日本陸上選手権）／3位
- 2001年8月　世界陸上エドモントン大会：男子マラソン／5位入賞
- 2002年6月　日本陸上選手権：10000m／3位
- 2003年2月　東京国際マラソン／2位
- 2003年8月　世界陸上パリ大会：男子マラソン／5位入賞
- 2004年8月　アテネオリンピック：男子マラソン／5位入賞
- 2007年12月　福岡国際マラソン／5位

## マラソン全成績
| 年月       | 大会                     | 順位 | 記録          | 備考                             |
| ---------- | ------------------------ | ---- | ------------- | -------------------------------- |
| 2000年3月  | びわ湖毎日マラソン       | 7位  | 2時間10分48秒 | 初マラソン                       |
| 2001年3月  | びわ湖毎日マラソン       | 3位  | 2時間07分52秒 | 自己最高記録                     |
| 2001年8月  | 世界陸上エドモントン大会 | 5位  | 2時間14分07秒 | 団体戦では日本代表で銀メダル獲得 |
| 2003年2月  | 東京国際マラソン         | 2位  | 2時間09分30秒 | .                                |
| 2003年8月  | 世界陸上パリ大会         | 5位  | 2時間09分26秒 | 団体戦では日本代表で金メダル獲得 |
| 2004年8月  | アテネオリンピック       | 5位  | 2時間13分11秒 | 五輪5位入賞                      |
| 2006年4月  | ロンドンマラソン         | 13位 | 2時間14分49秒 | .                                |
| 2007年2月  | 東京マラソン             | DNF  | 途中棄権      | .                                |
| 2007年12月 | 福岡国際マラソン         | 5位  | 2時間10分30秒 | .                                |
| 2008年12月 | 福岡国際マラソン         | 10位 | 2時間13分48秒 | .                                |
| 2011年2月  | 別府大分毎日マラソン     | 13位 | 2時間19分05秒 | .                                |
| 2011年12月 | 防府読売マラソン         | DNF  | 途中棄権      | ラストラン                       |